# Cau de les Formigues
El Cau de les Formigues és al Parc de la Serralada Litoral, concretament a Cabrils (el Maresme).És en terme municipal de Cabrils, a la carena rocallosa que baixa del turó de Montcabrer cap a mar (pot ésser difícil de localitzar sense GPS). Coordenades: x=448731 y=4597085 z=267. UTM (ED50): X448859 Y4597266.
És una cova petita en un lloc rocallós de fort pendent i, per tant, d'habitabilitat complicada. Per les reduïdes dimensions de la caverna podria tractar-se d'un lloc d'enterrament no col·lectiu, però hi ha poca sedimentació i es fa difícil determinar-ho. S'hi ha trobat un fragment de ceràmica feta a mà de l'edat del bronze, set fragments de ceràmica ibèrica comuna i un fragment de tègula romana.
A les parets hi ha unes pintures d'animals i humans, de color vermell i estil llevantí, que imiten la tècnica de les pintures paleolítiques. Són modernes, sense cap valor històric. Molt a prop hi ha la Cova de les Bones Dones i la dels Tres Cercles.